# PVF Matera
PVF Matera  - żeński klub piłki siatkowej z Włoch. Został założony w 1976 roku z siedzibą w mieście Matera.

## Sukcesy
- Mistrzostwo Włoch:
  -  1992, 1993, 1994, 1995
- Liga Mistrzyń:
  -  1993, 1996
- Puchar Włoch:
  -  1993, 1994, 1995